# Music from Songwriter
| Recensione              | Giudizio |
| ----------------------- | -------- |
| AllMusic                | [ 2 ]    |
| Dizionario del Pop-Rock | [ 3 ]    |

Music from Songwriter è un album discografico (e colonna sonora del film Songwriter - Successo alle stelle) a nome di Willie Nelson e Kris Kristofferson, pubblicato dalla casa discografica Columbia Records nell'ottobre del 1984.

## Tracce

### LP
Lato A

### Doc's Side (Willie)
1. How Do You Feel About Foolin' Around – 2:43 (Kris Kristofferson, Mike Utley, Stephen Bruton)
2. Songwriter – 3:04 (Willie Nelson)
3. Who'll Buy My Memories – 3:31 (Willie Nelson)
4. Write Your Own Songs – 3:16 (Willie Nelson)
5. Nobody Said It Was Going to Be Easy – 2:28 (Willie Nelson, Mickey Raphael)
6. Good Times – 3:37 (Willie Nelson)

Lato B

### Blackie's Side (Kris)
1. Eye of the Storm – 3:13 (Kris Kristofferson)
2. Crossing the Border – 5:11 (Kris Kristofferson)
3. Down to Her Socks – 2:51 (Kris Kristofferson)
4. Under the Gun – 6:18 (Kris Kristofferson, Glen Clark)
5. The Final Attraction – 3:33 (Kris Kristofferson)

## Musicisti
- Willie Nelson - voce
- Kris Kristofferson - voce
- Mickey Raphael - ruolo non accreditato
- Paul English - ruolo non accreditato
- Jody Payne - ruolo non accreditato
- Grady Martin - ruolo non accreditato
- Bobbie Nelson - ruolo non accreditato
- Bee Spears - ruolo non accreditato
- Sammy Creason - ruolo non accreditato
- Tommy McClure - ruolo non accreditato
- Glen Clark - ruolo non accreditato
- Donnie Fritts - ruolo non accreditato
- Billy Swan - ruolo non accreditato
- Stephen Bruton - ruolo non accreditato
- Steve Appel - ruolo non accreditato
- Larry Gadler - ruolo non accreditato
- Rex Ludwick - ruolo non accreditato
- Craig Hull - ruolo non accreditato
- Darrell Leonard - ruolo non accreditato
- Greg Smith - ruolo non accreditato
- Danny Lawson - ruolo non accreditato
- Booker T. Jones - ruolo non accreditato

Note aggiuntive
- Booker T. Jones - produttore
- Registrazioni effettuate al Pedernales Recording Studio di Spicewood, Texas ed al Ocean Way Recording Studios di Hollywood, California
- Larry Greenhill e Alex Vertikoff - ingegneri delle registrazioni
- Bobby Arnold, Steve Crimmel e Judy Clapp - assistenti ingegneri delle registrazioni
- Remixaggio effettuato al Ocean Way Recording Studios di Hollywood, California
- Alex Vertikoff - ingegnere del remixaggio
- Mastering effettuato da Wally Traugott
- Bill Johnson - art direction copertina album[4]

## Classifica
Album
| Anno | Classifica         | Posizione raggiunta |
| ---- | ------------------ | ------------------- |
| 1984 | Top Country Albums | 21                  |
| 1984 | Billboard 200      | 152                 |

Singoli
| Anno | Titolo del brano                     | Classifica        | Posizione raggiunta |
| ---- | ------------------------------------ | ----------------- | ------------------- |
| 1984 | How Do You Feel About Foolin' Around | Hot Country Songs | 46                  |